# Campeonato Mineiro 2025
El Campeonato Mineiro de 2025 fue la edición 111.ª del principal campeonato de clubes de fútbol del Estado de Minas Gerais. El torneo es organizado por la Federação Mineira de Futebol y está entre los torneos más importantes del país. Concede tres cupos a la Copa de Brasil 2026 y tres más al Campeonato Brasileño de Fútbol Serie D 2026 para equipos que no pertenezcan a ninguna de las demás categorías.
Atlético Mineiro se convirtió en hexacampeón tras vencer en la final a su clásico rival, América Mineiro, por un marcador global de 4-1, consiguiendo así su título número 50.

## Sistema de juego
Los 12 equipos participantes del Módulo I serán divididos en tres grupos de cuatro participantes cada uno, en el que los equipos de cada grupo se enfrentarán a los equipos de los dos restantes. De esta forma, todos los equipos jugarán ocho partidos en total durante la primera fase del campeonato.
De acuerdo con el reglamento de la competición, los cuatro mejores equipos de la primera fase (es decir, los tres líderes de cada grupo y el mejor segundo) clasificarán a las semifinales del campeonato. Seguidamente, los clubes que se encuentren entre la quinta y la octava posición disputarán la Copa Inconfidência, mientras que los tres equipos con el menor puntaje (independientemente del grupo que pertenezcan) clasificarán al repechaje para mantenerse en el Módulo I del Campeonato Mineiro.
En la fase final, se jugarán las semifinales y la final en partidos de ida y vuelta. Los mejores equipos en cada fase clasificarán a la siguiente hasta llegar al campeón del torneo. De esta misma forma, se desarrollará la Copa Inconfidência con semifinales y final en partidos de ida y vuelta hasta alcanzar al campeón de esta copa. Por último, los tres equipos del repechaje disputarán partidos de ida y vuelta entre sí completando cuatro juegos cada uno, en el cual los dos equipos con el menor puntaje descenderán al Módulo II del Campeonato Mineiro.

### Criterios de desempate
En caso de empate en la primera fase, se sigue el siguiente orden:
1. Mayor número de partidos ganados.
2. Mejor diferencia de gol.
3. Mayor número de goles a favor.
4. Enfrentamiento directo.
5. Menor número de tarjetas rojas recibidas.
6. Menor número de tarjetas amarillas recibidas.
7. Sorteo.

En caso de empate en la fase de cuartos de final, se sigue el siguiente orden:
1. Mejor diferencia de gol.
2. Tiros desde el punto penal.

En caso de empate en las fases de semifinal y final, se sigue el siguiente orden:
1. Mejor diferencia de gol.
2. Rendimiento en la primera fase del torneo.

## Equipos participantes

### Ascensos y descensos
| Pos. | Descendidos del Campeonato Mineiro 2024 - Modulo I |
| ---- | -------------------------------------------------- |
| 7°   | Ipatinga                                           |
| 8°   | Patrocinense                                       |

| Pos. | Ascendidos del Campeonato Mineiro 2024 - Modulo II |
| ---- | -------------------------------------------------- |
| 1°   | Betim Futebol                                      |
| 2°   | Aymorés                                            |

### Información de los equipos
| Equipo           | Ciudad               | Estadio                   | Capacidad | Posición 2024   |
| ---------------- | -------------------- | ------------------------- | --------- | --------------- |
| América Mineiro  | Belo Horizonte       | Independência             | 23 019    | 3.º             |
| Athletic Club    | São João del-Rei     | Joaquim Portugal          | 6 000     | 5.º             |
| Atlético Mineiro | Belo Horizonte       | Arena MRV                 | 46 000    | 1.º             |
| Aymorés          | Ubá                  | Municipal de Juiz de Fora | 31 863    | 2.º (Módulo II) |
| Betim            | Betim                | Independência             | 23 019    | 1.º (Módulo II) |
| Cruzeiro         | Belo Horizonte       | Mineirão                  | 61 846    | 2.º             |
| Democrata - GV   | Governador Valadares | Mamudão                   | 8 675     | 10.º            |
| Itabirito        | Itabirito            | Independência             | 23 019    | 7.º             |
| Pouso Alegre     | Pouso Alegre         | Manduzão                  | 26 000    | 6.º             |
| Tombense         | Tombos               | Almeidão                  | 3050      | 4.º             |
| Uberlândia       | Uberlândia           | Parque do Sabiá           | 53 350    | 8.º             |
| Villa Nova       | Nova Lima            | Castor Cifuentes          | 5 160     | 9.º             |

## Primera Fase

### Grupo A
| Pos. | Equipo           | Pts. | PJ | G | E | P | GF | GC | Dif. | Clasificación                           |
| ---- | ---------------- | ---- | -- | - | - | - | -- | -- | ---- | --------------------------------------- |
| 1    | Tombense         | 16   | 8  | 5 | 1 | 2 | 8  | 5  | +3   | Fase Final.                             |
| 2    | Atletico Mineiro | 16   | 8  | 4 | 4 | 0 | 9  | 2  | +7   | Probable clasificacion a la Fase Final. |
| 3    | Betim            | 15   | 8  | 4 | 3 | 1 | 12 | 5  | +7   |                                         |
| 4    | Uberlândia       | 9    | 8  | 2 | 3 | 3 | 10 | 10 | 0    |                                         |

Actualizado a los partidos jugados el 6 de febrero.
 Fuente: FMF

### Grupo B
| Pos. | Equipo          | Pts. | PJ | G | E | P | GF | GC | Dif. | Clasificación                           |
| ---- | --------------- | ---- | -- | - | - | - | -- | -- | ---- | --------------------------------------- |
| 1    | America Mineiro | 13   | 8  | 3 | 4 | 1 | 14 | 5  | +9   | Fase Final.                             |
| 2    | Athletic        | 12   | 8  | 4 | 0 | 4 | 12 | 12 | 0    | Probable clasificacion a la Fase Final. |
| 3    | Democrata       | 11   | 8  | 3 | 2 | 3 | 8  | 9  | −1   |                                         |
| 4    | Itabirito       | 11   | 8  | 3 | 2 | 3 | 7  | 11 | −4   |                                         |

Actualizado a los partidos jugados el 6 de febrero.
 Fuente: FMF

### Grupo C
| Pos. | Equipo       | Pts. | PJ | G | E | P | GF | GC | Dif. | Clasificación                           |
| ---- | ------------ | ---- | -- | - | - | - | -- | -- | ---- | --------------------------------------- |
| 1    | Cruzeiro     | 11   | 8  | 3 | 2 | 3 | 11 | 9  | +2   | Fase Final.                             |
| 2    | Pouso Alegre | 7    | 8  | 1 | 4 | 3 | 7  | 15 | −8   | Probable clasificacion a la Fase Final. |
| 3    | Aymorés      | 7    | 8  | 1 | 4 | 3 | 3  | 5  | −2   |                                         |
| 4    | Villa Nova   | 4    | 8  | 1 | 1 | 6 | 4  | 17 | −13  |                                         |

Actualizado a los partidos jugados el 6 de febrero.
 Fuente: FMF

### Clasificación general
| Pos. | Equipo           | Pts. | PJ | G | E | P | GF | GC | Dif. | Clasificación                         |
| ---- | ---------------- | ---- | -- | - | - | - | -- | -- | ---- | ------------------------------------- |
| 1    | Tombense         | 16   | 8  | 5 | 1 | 2 | 8  | 5  | +3   | Fase Final.                           |
| 2    | America Mineiro  | 13   | 8  | 3 | 4 | 1 | 14 | 5  | +9   | Fase Final.                           |
| 3    | Cruzeiro         | 11   | 8  | 3 | 2 | 3 | 11 | 9  | +2   | Fase Final.                           |
| 4    | Atletico Mineiro | 16   | 8  | 4 | 4 | 0 | 9  | 2  | +7   | Fase Final.                           |
| 5    | Betim            | 15   | 8  | 4 | 3 | 1 | 12 | 5  | +7   | Clasificados al Troféu Inconfidência. |
| 6    | Athletic         | 12   | 8  | 4 | 0 | 4 | 12 | 12 | 0    | Clasificados al Troféu Inconfidência. |
| 7    | Democrata        | 11   | 8  | 3 | 2 | 3 | 8  | 9  | −1   | Clasificados al Troféu Inconfidência. |
| 8    | Uberlândia       | 9    | 8  | 2 | 3 | 3 | 10 | 10 | 0    | Clasificados al Troféu Inconfidência. |
| 9    | Itabirito        | 11   | 8  | 3 | 2 | 3 | 7  | 11 | −4   |                                       |
| 10   | Pouso Alegre     | 7    | 8  | 1 | 4 | 3 | 7  | 15 | −8   |                                       |
| 11   | Aymorés          | 7    | 8  | 1 | 4 | 3 | 3  | 5  | −2   | Descienden al Modulo II 2025          |
| 12   | Villa Nova       | 4    | 8  | 1 | 1 | 6 | 4  | 17 | −13  | Descienden al Modulo II 2025          |

Actualizado a los partidos jugados el 6 de febrero.
 Fuente: FMF

## Troféu Inconfidência
|  | Semifinales         | Semifinales         | Semifinales         | Semifinales         | Semifinales         |   |   | Final           | Final           | Final           | Final           | Final           |  |
|  | 16 al 21 de febrero | 16 al 21 de febrero | 16 al 21 de febrero | 16 al 21 de febrero | 16 al 21 de febrero |   |   | 8 y 14 de marzo | 8 y 14 de marzo | 8 y 14 de marzo | 8 y 14 de marzo | 8 y 14 de marzo |  |
|  |                     |                     |                     |                     |                     |   |   |                 |                 |                 |                 |                 |  |
|  |                     |                     |                     |                     |                     |   |   |                 |                 |                 |                 |                 |  |
|  | 6                   | Athletic Club       | 0                   | 1                   | 1                   |   |   |                 |                 |                 |                 |                 |  |
|  | 6                   | Athletic Club       | 0                   | 1                   | 1                   |   |   |                 |                 |                 |                 |                 |  |
|  | 7                   | Democrata           | 0                   | 0                   | 0                   |   |   |                 |                 |                 |                 |                 |  |
|  | 7                   | Democrata           | 0                   | 0                   | 0                   |   | 6 | Athletic Club   | 2               | 3               | 5               |                 |  |
|  |                     |                     |                     |                     |                     |   | 6 | Athletic Club   | 2               | 3               | 5               |                 |  |
|  |                     |                     | 8                   | Uberlândia          | 0                   | 2 | 2 |                 |                 |                 |                 |                 |  |
|  | 5                   | Betim               | 8                   | Uberlândia          | 0                   | 2 | 2 | 0               | 1               | 1 (3)           |                 |                 |  |
|  | 5                   | Betim               |                     |                     |                     |   |   | 0               | 1               | 1 (3)           |                 |                 |  |
|  | 8                   | Uberlândia          | 0                   | 1                   | 1 (4)               |   |   |                 |                 |                 |                 |                 |  |
|  | 8                   | Uberlândia          | 0                   | 1                   | 1 (4)               |   |   |                 |                 |                 |                 |                 |  |
|  |                     |                     |                     |                     |                     |   |   |                 |                 |                 |                 |                 |  |

Nota: El equipo que ocupa la primera línea es el que define la serie como local.

## Fase Final
|  | Semifinales         | Semifinales         | Semifinales         | Semifinales         | Semifinales         |   |   | Final           | Final           | Final           | Final           | Final           |  |
|  | 15 al 22 de febrero | 15 al 22 de febrero | 15 al 22 de febrero | 15 al 22 de febrero | 15 al 22 de febrero |   |   | 8 y 15 de marzo | 8 y 15 de marzo | 8 y 15 de marzo | 8 y 15 de marzo | 8 y 15 de marzo |  |
|  |                     |                     |                     |                     |                     |   |   |                 |                 |                 |                 |                 |  |
|  |                     |                     |                     |                     |                     |   |   |                 |                 |                 |                 |                 |  |
|  | 2                   | América Mineiro     | 1                   | 1                   | 2 (4)               |   |   |                 |                 |                 |                 |                 |  |
|  | 2                   | América Mineiro     | 1                   | 1                   | 2 (4)               |   |   |                 |                 |                 |                 |                 |  |
|  | 3                   | Cruzeiro            | 1                   | 1                   | 2 (2)               |   |   |                 |                 |                 |                 |                 |  |
|  | 3                   | Cruzeiro            | 1                   | 1                   | 2 (2)               |   | 2 | América Mineiro | 0               | 1               | 1               |                 |  |
|  |                     |                     |                     |                     |                     |   | 2 | América Mineiro | 0               | 1               | 1               |                 |  |
|  |                     |                     | 4                   | Atletico Mineiro    | 4                   | 0 | 4 |                 |                 |                 |                 |                 |  |
|  | 1                   | Tombense            | 4                   | Atletico Mineiro    | 4                   | 0 | 4 | 0               | 0               | 0               |                 |                 |  |
|  | 1                   | Tombense            |                     |                     |                     |   |   | 0               | 0               | 0               |                 |                 |  |
|  | 4                   | Atletico Mineiro    | 2                   | 2                   | 4                   |   |   |                 |                 |                 |                 |                 |  |
|  | 4                   | Atletico Mineiro    | 2                   | 2                   | 4                   |   |   |                 |                 |                 |                 |                 |  |
|  |                     |                     |                     |                     |                     |   |   |                 |                 |                 |                 |                 |  |

Nota: El equipo que ocupa la primera línea es el que define la serie como local.
| Bandera del estado de Minas Gerais |
| Campeón Atlético Mineiro           |
| 50.º título                        |